# Макатова, Рыскул
Рыску́л Мака́това ( (казах.), 1921 год, Чимкенткая область, Киргизская АССР, РСФСР — дата и место смерти неизвестны) — колхозница, звеньевая колхоза «Кызыл-Оскер», Герой Социалистического Труда (1948).

## Биография
Родилась в 1921 году на территории Чимкентской области (сегодня — Южно-Казахстанская область, Казахстан). В 1939 году вступила в колхоз «15 лет Казахской ССР» Карасского района Чимкентской области. Первоначально трудилась рядовой колхозницей. В 1941 году была назначена звеньевой хлопководческого звена.
В 1941 году хлопководческое звено под руководством Шахверды Мирзаева, состоящее из 4 человек, обрабатывало по 4-5 гектаров хлопкового поля и сдавало более 25 центнеров с каждого гектара. В 1942 году звено сдало по 30 центнеров, в 1943 года — по 35 центнеров и в 1944 году — по 93 центнера хлопка. В 1947 году звено собрало с участка площадью 3 гектара по 86.1 центнера хлопка и с участка площадью 2 гектара — по 50 центнеров. За этот доблестный труд была удостоена в 1948 году звания Героя Социалистического Труда.

## Награды
- Герой Социалистического Труда (1948);
- дважды Орден Ленина .